# 114.ª Brigada de Fusileros Motorizados independientes de la Guardia
La 114.ª Brigada de Fusileros Motorizados independientes de la Guardia Enakievo-Danubio (en ruso: 114-я отдельная гвардейская мотострелковая Енакиевско-Дунайская бригада) es una unidad militar que forma parte de las Fuerzas Armadas de la Federación Rusa. La brigada fue fundada con el nombre de Batallón "Vostok", el que fue oficializado como 11.º Regimiento de Fusileros Motorizados de la Guardia "Vostok" (en ruso: 11-й отдельный гвардейский мотострелковый полк «Восток», en ucraniano: 11-й окремий мотострілецький полк «Восток»). Formó parte de las Fuerzas separatistas del Dombás que sirvieron a la autoproclamada República Popular de Donetsk, hasta que, tras la invasión rusa de Ucrania en 2022, fueron incluidas en el Ejército Ruso. Se encuentra en Ucrania oriental y cubre una gran parte del Óblast de Donetsk.Vostok significa Este u Oriente en ruso). La brigada utiliza como himno la canción: "El adiós de Slavianka".

## Historia
Esta unidad del ejército, ha sido considerada ilegal según la ley ucraniana y el gobierno central de Kiev, el regimiento está formado por unos voluntarios, que según la prensa ucraniana, tienen entre ellos numerosos veteranos del Ejército Soviético, del Berkut de Crimea, y del Grupo Alfa del Servicio de Seguridad de Ucrania. Estas unidades han sido reclutadas para defender a la población local contra las fuerzas militares del gobierno de Kiev, luchan contra las Fuerzas Armadas de Ucrania y la Guardia Nacional de Ucrania (formada principalmente por voluntarios cercanos al Euromaidán).
Aunque incluyen a soldados chechenos, este regimiento no debe ser confundido con la unidad que lleva el mismo nombre, y que combatió en la Guerra ruso-georgiana de 2008. Al abordar los crecientes informes de que hombres armados chechenos se unieron a los separatistas que luchan contra las fuerzas ucranianas en el este del país, el Presidente de la República de Chechenia respaldado por Moscú, Ramzán Kadýrov, dijo el martes que los informes no eran ciertos.
El regimiento Vostok ha sido dirigido por el comandante ucraniano Alexander Khodakovski y recibe sus órdenes del coronel Strelkov. Alexander Khodakovski ha abandonado a las fuerzas de seguridad del estado y el gobierno central ucraniano. El comandante declaró el 1 de junio de 2014: 

«No queremos ser enemigos de la Federación Rusa, pero si nos aliamos con la Unión Europea y la OTAN, estaremos enfrentados con ella.»
Alexander Khodakovski

Según las declaraciones de Khodakovski a la agencia de noticias Reuters, el regimiento fue formado en mayo de 2014, después de los eventos sangrientos de Odesa y Mariúpol.
El 16 de mayo de 2014, una treintena de hombres del regimiento Vostok se apoderaron de un cuartel de la Guardia Nacional ucraniana en Donetsk. El 21 de mayo de 2014, el alcalde autoproclamado de Sloviansk, Viatcheslav Ponomariov, declaró que sus tropas coordinan las operaciones de defensa con el regimiento Vostok. El 23 de mayo de 2014, el regimiento Vostok se enfrentó en un combate con el batallón Donbass (formado por voluntarios ucranianos de Ucrania occidental, algunos de sus miembros eran militantes del grupo Sector Derecho), y estaban situados alrededor del pueblo de Karlovka.
El 26 de mayo de 2014, en el curso de los combates del Aeropuerto Internacional de Donetsk, dos camiones de transporte fueron neutralizados provocando 35 muertes del lado rebelde. El regimiento Vostok se retiró al supermercado "Metro", donde tuvieron lugar algunos enfrentamientos. Desde entonces, el regimiento ha servido de fuerza de autodefensa de los edificios administrativos de Donetsk. La prensa extranjera ha observado el nivel de su equipamiento y su entrenamiento.